# Canton de Malestroit
Le canton de Malestroit est une ancienne division administrative française, située dans le département du Morbihan et la région Bretagne.

## Composition
Le canton de Malestroit regroupait les communes suivantes :
| Nom                     | Code Insee | Intercommunalité                      | Superficie (km2) | Population (dernière pop. légale) | Densité (hab./km2) |
| ----------------------- | ---------- | ------------------------------------- | ---------------- | --------------------------------- | ------------------ |
| Malestroit (chef-lieu)  | 56124      | CC De l'Oust à Brocéliande Communauté | 5,81             | 2 461 (2014)                      | 424                |
| Bohal                   | 56020      | CC De l'Oust à Brocéliande Communauté | 8,45             | 802 (2014)                        | 95                 |
| Caro                    | 56035      | CC De l'Oust à Brocéliande Communauté | 37,74            | 1 192 (2014)                      | 32                 |
| La Chapelle-Caro        | 56037      | CC du Val d'Oust et de Lanvaux        | 16,49            | 1 344 (2013)                      | 82                 |
| Lizio                   | 56112      | CC De l'Oust à Brocéliande Communauté | 16,96            | 738 (2014)                        | 44                 |
| Missiriac               | 56133      | CC De l'Oust à Brocéliande Communauté | 13,47            | 1 108 (2014)                      | 82                 |
| Monterrein              | 56138      | Ploërmel Communauté                   | 7,01             | 393 (2014)                        | 56                 |
| Le Roc-Saint-André      | 56197      | CC du Val d'Oust et de Lanvaux        | 9,93             | 928 (2013)                        | 93                 |
| Ruffiac                 | 56200      | CC De l'Oust à Brocéliande Communauté | 36,47            | 1 421 (2014)                      | 39                 |
| Saint-Abraham           | 56202      | CC De l'Oust à Brocéliande Communauté | 6,72             | 544 (2014)                        | 81                 |
| Saint-Guyomard          | 56219      | CC De l'Oust à Brocéliande Communauté | 19,66            | 1 311 (2014)                      | 67                 |
| Saint-Marcel            | 56228      | CC De l'Oust à Brocéliande Communauté | 12,81            | 1 052 (2014)                      | 82                 |
| Saint-Nicolas-du-Tertre | 56230      | CC De l'Oust à Brocéliande Communauté | 12,93            | 474 (2014)                        | 37                 |
| Sérent                  | 56244      | CC De l'Oust à Brocéliande Communauté | 59,67            | 3 057 (2014)                      | 51                 |

## Représentation

### Conseillers généraux de 1833 à 2015
| Période | Période          | Identité                                   | Étiquette     | Qualité                                                                                    |
| ------- | ---------------- | ------------------------------------------ | ------------- | ------------------------------------------------------------------------------------------ |
| 1833    | 1842             | Alphonse Joseph Constant Bourelle de Sivry | Centre gauche | Propriétaire du château de Villeneuve à Pleucadeuc Député (1831-1842) Sénateur (1854-1862) |
| 1842    | 1892             | Comte Charles de La Monneraye              | Monarchiste   | Ancien officier d'état-major Sénateur (1876-1894), propriétaire à Caro                     |
| 1892    | 1920 (démission) | Comte Amédée du Boisbaudry                 | Conservateur  | Maire de Monterrein                                                                        |
| 1920    | 1928             | Vicomte Paul-Jules de Montfort             | Conservateur  | Propriétaire à Missiriac                                                                   |
| 1928    | 1940             | Emmanuel Mabin                             | URD           | Médecin à Malestroit                                                                       |
|         |                  |                                            |               |                                                                                            |
| 1945    | 1962 (décès)     | Jean Queinnec                              | DVD           | Médecin à la clinique des religieuses augustines à Malestroit                              |
| 1962    | 1994             | Alain du Boisbaudry                        | RI puis UDF   | Maire de Monterrein (1969-1989)                                                            |
| 1994    | 2007 (décès)     | Maurice Mélois                             | RPR puis UMP  | Chef d'entreprise Maire de Malestroit (1989-2007)                                          |
| 2007    | 2015             | Joseph Legal                               | DVD           | Chef d'entreprise Maire du Roc-Saint-André (depuis 1977)                                   |

Un nouveau découpage territorial du Morbihan entre en vigueur à l'occasion des élections départementales de 2015. Il est défini par le décret du 21 février 2014, en application des lois du 17 mai 2013 (loi organique 2013-402 et loi 2013-403).

En vertu de ce nouveau découpage, le canton de Malestroit (à l'exception de la commune de Monterrein est intégré dans le nouveau canton de Moréac, dont le bureau centralisateur est situé à Moréac.

### Conseillers d'arrondissement (de 1833 à 1940)
Le canton de Malestroit appartenait à l'arrondissement de Ploërmel jusqu'à sa disparition en 1926.
| Période                                  | Période | Identité                                               | Étiquette                                 | Qualité |
| ---------------------------------------- | ------- | ------------------------------------------------------ | ----------------------------------------- | --- |
| 1833                                     | 1842    | Pierre Marie Colineaux                                 |                                           | Maire de Malestroit                                                                                         |
| 1842                                     | 1848    | Désiré Maurice Émile de Cramezel de Kerhué (1794-1853) |                                           | Propriétaire du château de La Salle à Sérent                                                                |
|                                          |         |                                                        |                                           | |
| 1874                                     |         | Pierre Marie Colineaux                                 |                                           | Maire de Malestroit (1832-1852 et 1869-1876)                                                                |
|                                          |         |                                                        |                                           | |
| 1895                                     | 1925    | Firmin Colineaux                                       | Conservateur puis Républicain indépendant | Notaire, maire de Malestroit (1888-1896 et 1900-1916)                                                       |
| 1907                                     | 1925    | Vicomte Paul-Jules de Montfort                         | Conservateur                              | Propriétaire à Missiriac                                                                                    |
| 1925                                     | 1940    | Émile Lefranc                                          | Libéral-URD                               | Propriétaire, maire de Ruffiac                                                                              |
| 1925                                     | 1940    | Jean Frapsauce                                         | Libéral-URD                               | Maire de Missiriac                                                                                          |
| 1940                                     |         |                                                        |                                           | Les conseils d'arrondissement ont été suspendus par la loi du 12 octobre 1940 et n'ont jamais été réactivés |
| Les données manquantes sont à compléter. |         |                                                        |                                           | |

## Démographie
| 1962   | 1968   | 1975   | 1982   | 1990   | 1999   | 2006   | 2011   | 2012   |
| ------ | ------ | ------ | ------ | ------ | ------ | ------ | ------ | ------ |
| 13 956 | 13 659 | 13 599 | 14 102 | 14 409 | 14 690 | 15 784 | 16 525 | 16 660 |